# Коронавірусна хвороба 2019 на Монтсерраті
Епідемія коронавірусної хвороби 2019 на Монтсерраті — це поширення пандемії коронавірусної хвороби 2019 на територію Монтсеррату. Перший випадок хвороби на цій британській заморській території зареєстровано 18 березня 2020 року. Першу смерть на острові зареєстровано 24 квітня 2020 року. До 15 травня всі хворі одужали. 10 липня було виявлено новий випадок хвороби. 7 серпня на острові не залишилось активних випадків хвороби.

## Передумови
У 2018 році на острові проживало 4649 осіб. Тестування на COVID-19 на Монтсерраті до 13 травня 2020 року проводило Карибське агентство охорони здоров'я, а 13 травня 2020 року острів отримав власний тестувальний апарат. Є одна невелика лікарня (лікарня Глендон), у якій немає відділення інтенсивної терапії. Спеціалізоване медичне обслуговування жителів острова здійснюється на Антигуа або Гваделупі.

## Хронологія
18 березня 2020 року підтверджений перший випадок коронавірусної хвороби на Монтсерраті. Хворий до прибуття на Монтсеррат летів авіарейсом з Лондона до Антигуа. 13 березня органи влади повідомили, що на цьому рейсі був виявлений хворий коронавірусною хворобою, а згодом усіх пасажири помістили на карантин та протестували.
23 березня підтверджений другий випадок хвороби. Цей хворий не виїздив з острова та став першим випадком місцевої передачі вірусу.
26 березня підтверджено ще 3 випадки хвороби, унаслідок чого загальна кількість випадків хвороби на острові зросла до 5.
7 квітня кількість випадків хвороби зросла до 8.
24 квітня на острові зареєстровано першу смерть, пов'язану з COVID-19, померла 92-річна жінка.
25 квітня пішов другий тиждень відсутності на Монсерраті нових випадків коронавірусної хвороби.
6 травня прем'єр-міністр Монтсеррату Джозеф Фаррелл повідомив, що незабаром на острів завезуть апарат для тестування на COVID-19, і на острові можна буде проводити тестування на COVID-19.
12 травня оприлюднена оцінка впливу епідемії на економіку острова. Епідемія COVID-19 спричинила втрати для економіки острова на 3,6 мільйонів доларів США.
15 травня повідомлено, що на Монтсерраті немає активних випадків хвороби.
10 липня виявлено новий випадок хвороби. Ця особа перебувала на острові з березня. Проведено відстеження контактів цього хворого.
7 серпня одужали дві останні випадки хвороби, і на острові знову не залишилось активних випадків хвороби.
8 лютого 2021 року на острові розпочалась вакцинація проти COVID-19; до 11 травня 1321 особа на Монтсерраті (28,4 %) отримала принаймні одну дозу вакцини, а 976 (21,0 %) отримали другу дозу вакцини.
У жовтні 2022 року скасовані всі обмеження, запроваджені у зв'язку з епідемією.

## Заходи боротьби з епідемією
24 лютого 2020 року обмежено транспортне сполучення острова з Китаєм (включаючи Гонконг, Макао та Тайвань), Японією, Малайзією, Сінгапуром, Республікою Корея, Таїландом та Іраном. 26 лютого обмеження транспортного сполучення поширено на Північну Італію.
14 березня 2020 року закриті учбові заклади на острові, заборонені громадські заходи за участю понад 50 осіб. Заборонено відвідування лікарень та будинків для людей похилого віку.
21 березня заборонено громадські заходи за участю понад 25 осіб. Запроваджено обов'язковий 14-денний карантин для осіб, які прибули на острів.
25 березня: заборонено громадські заходи за участю більш ніж 4 осіб. Запроваджена комендантська година з 19:00 до 05:00. Заборонено поїздки без виключної необхідності для особи. Заборонено в'їзд на острів нерезидентам морським або повітряним транспортом.
28 березня на острові запроваджена цілодобова комендантська година з 28 березня по 14 квітня.
9 квітня набуло чинності 7-денне повне припинення роботи всіх підприємств та закладів на острові, а комендантську годину продовжено до 30 квітня. 11 та 12 квітня жителям острова було дозволено зробити покупки товарів першої необхідності чотирма групами відповідно до їх прізвища.
17 квітня локдаун на острові продовжений до 1 травня. У період з 20 по 22 квітня жителям острова буде дозволено купувати товари першої необхідності у визначений час згідно їх прізвища.
29 квітня повідомлено, що з 1 по 7 травня жителям острова частково дозволено покидати своє помешкання. Жителям острова буде дозволено залишати свій будинок для життєво необхідних справ та обмеженої фізичної активності на вулиці.
6 травня дозволено виходити на вулицю з понеділка по п'ятницю з 05:00 до 19:00 для найневідкладніших справ. Жителям острова дозволена фізична активність самостійно або не більше ніж з 4 членами одного домогосподарства з 05:00 до 08:00 та з 16:00 до 18:30.
22 травня комендантська година змінена від 20:00 до 05:00. У вихідні скасовується локдаун. Усі роздрібні магазини можуть відкритись знову. Ресторани можуть працювати лише на винос. Дозволено відновити будівельні роботи. Відвідування будинків для осіб похилого віку дозволено лише членам родини. Перукарні, церкви, громадські автобуси та таксі можуть відновити роботу за умови дотримання суворих карантинних вимог. Бари, нічні клуби, спортзали та школи залишаються закритими.